# Baie de Montevideo
 (janvier 2023).
La mise en forme du texte ne suit pas les recommandations de Wikipédia : il faut le « wikifier ».
Les points d'amélioration suivants sont les cas les plus fréquents :
- Les titres sont pré-formatés par le logiciel. Ils ne sont ni en capitales, ni en gras.
- Le texte ne doit pas être écrit en capitales (les noms de famille non plus), ni en gras, ni en italique, ni en « petit »…
- Le gras n'est utilisé que pour surligner le titre de l'article dans l'introduction, une seule fois.
- L'italique est rarement utilisé : mots en langue étrangère, titres d'œuvres, noms de bateaux, etc.
- Les citations ne sont pas en italique mais en corps de texte normal. Elles sont entourées par des guillemets français : « et ».
- Les listes à puces sont à éviter, des paragraphes rédigés étant largement préférés. Les tableaux sont à réserver à la présentation de données structurées (résultats, etc.).
- Les appels de note de bas de page (petits chiffres en exposant, introduits par l'outil «  Source ») sont à placer entre la fin de phrase et le point final[comme ça].
- Les liens internes (vers d'autres articles de Wikipédia) sont à choisir avec parcimonie. Créez des liens vers des articles approfondissant le sujet. Les termes génériques sans rapport avec le sujet sont à éviter, ainsi que les répétitions de liens vers un même terme.
- Les liens externes sont à placer uniquement dans une section « Liens externes », à la fin de l'article. Ces liens sont à choisir avec parcimonie suivant les règles définies. Si un lien sert de source à l'article, son insertion dans le texte est à faire par les notes de bas de page.
- La présentation des références doit suivre les conventions bibliographiques. Il est recommandé d'utiliser les modèles {{Ouvrage}}, {{Chapitre}}, {{Article}}, {{Lien web}} et/ou {{Bibliographie}}. Le mode d'édition visuel peut mettre en forme automatiquement les références.
- Insérer une infobox (cadre d'informations à droite) n'est pas obligatoire pour parachever la mise en page.

Pour une aide détaillée, merci de consulter Aide:Wikification.
Si vous pensez que ces points ont été résolus, vous pouvez retirer ce bandeau et améliorer la mise en forme d'un autre article.
La baie de Montevideo (en espagnol : bahía de Montevideo) est la baie de la ville de Montevideo, capitale de l'Uruguay.

## Situation

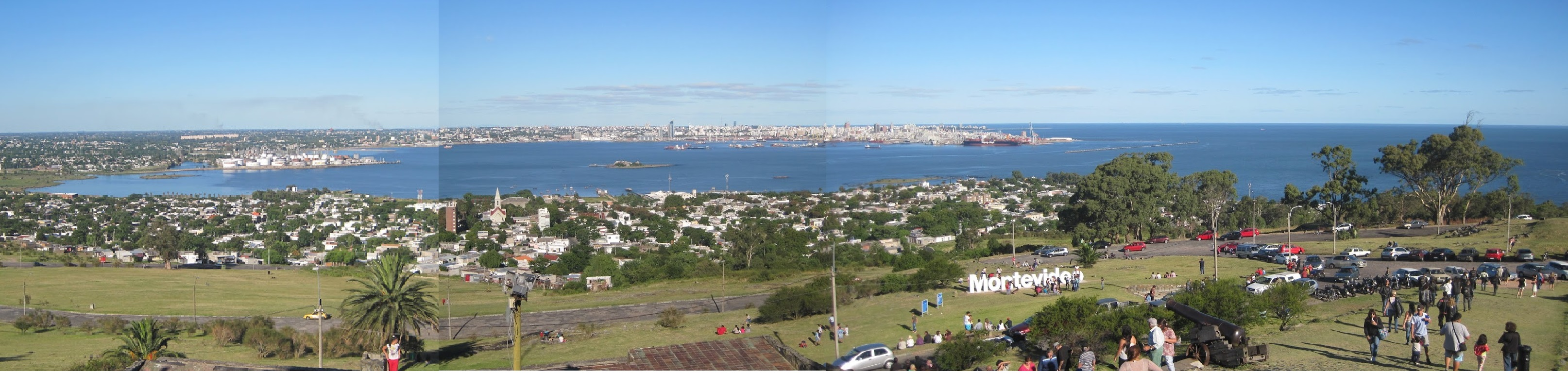
Vue panoramique de la baie de Montevideo

La baie de Montevideo, appelée anciennement par Pedro de Mendoza "Bahía de la Candelaria", correspond à la zone géographique sur laquelle s'est développée la ville de Montevideo, capitale de l' Uruguay, sur la rive gauche du río de la Plata sur la partie moyenne du vaste estuaire du río de la Plata.

## Description

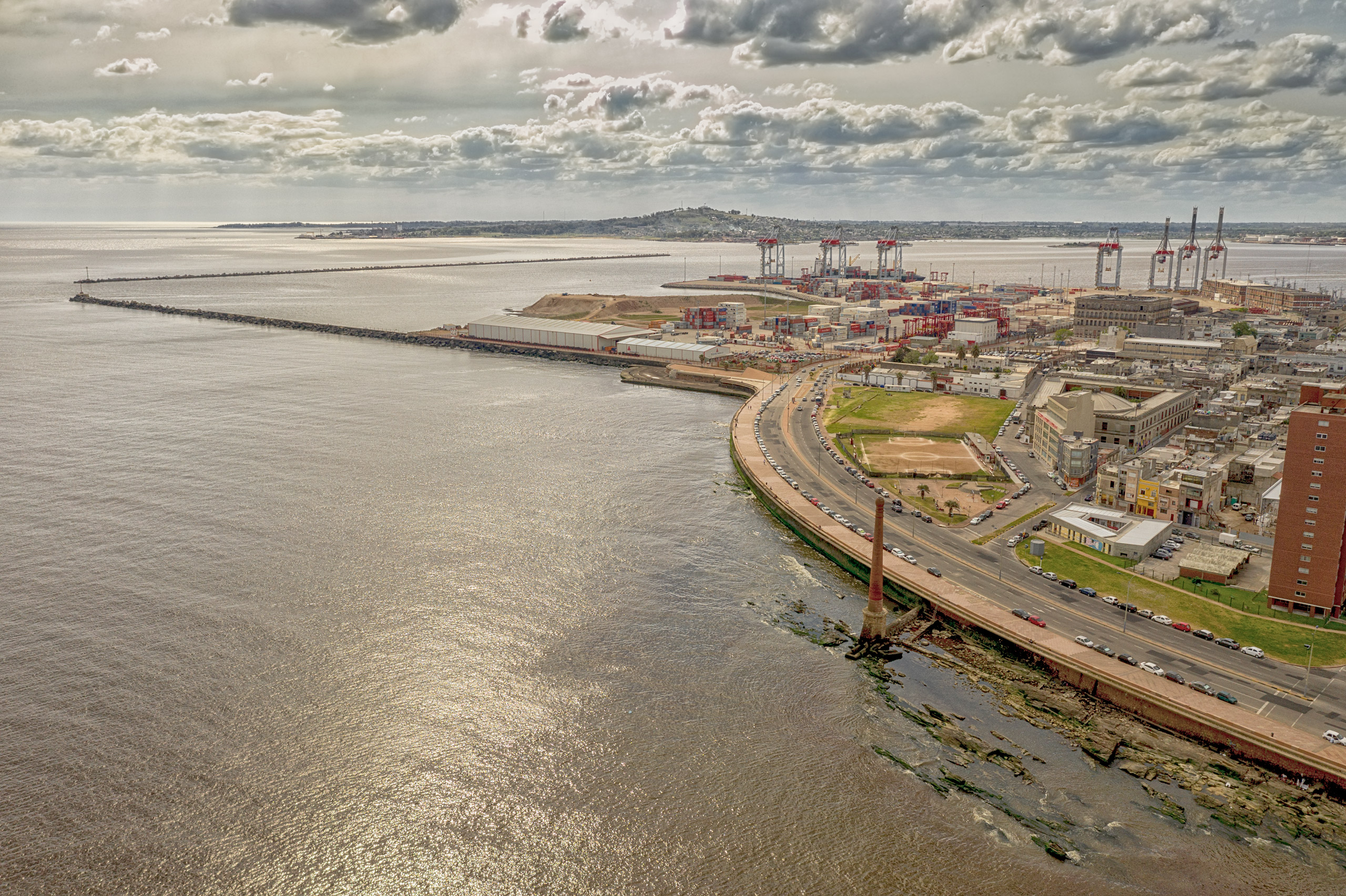
Vue aérienne sur le port de Montevideo face à la baie éponyme.

La baie de Montevideo, de configuration très  arrondie, se développe  sur un littoral d'environ  5 kilomètres de longueur (correspondant approximativement à 2,5 milles nautiques).
Le site de Montevideo s'avance en une pointe sud sur le rio de la Plata et abrite, à son extrémité, un port en eau profonde, réputé pour sa sûreté d'accès, pouvant recevoir des navires à fort tirant d'eau.
Sur son extrémité sud s'élève le Cerro de Montevideo, très caractéristique au loin en venant de l'estuaire, et qui est couronné par l'ancien fort, la Fortaleza del Cerro, et le phare, dominant toute la baie.

## Origine du toponyme

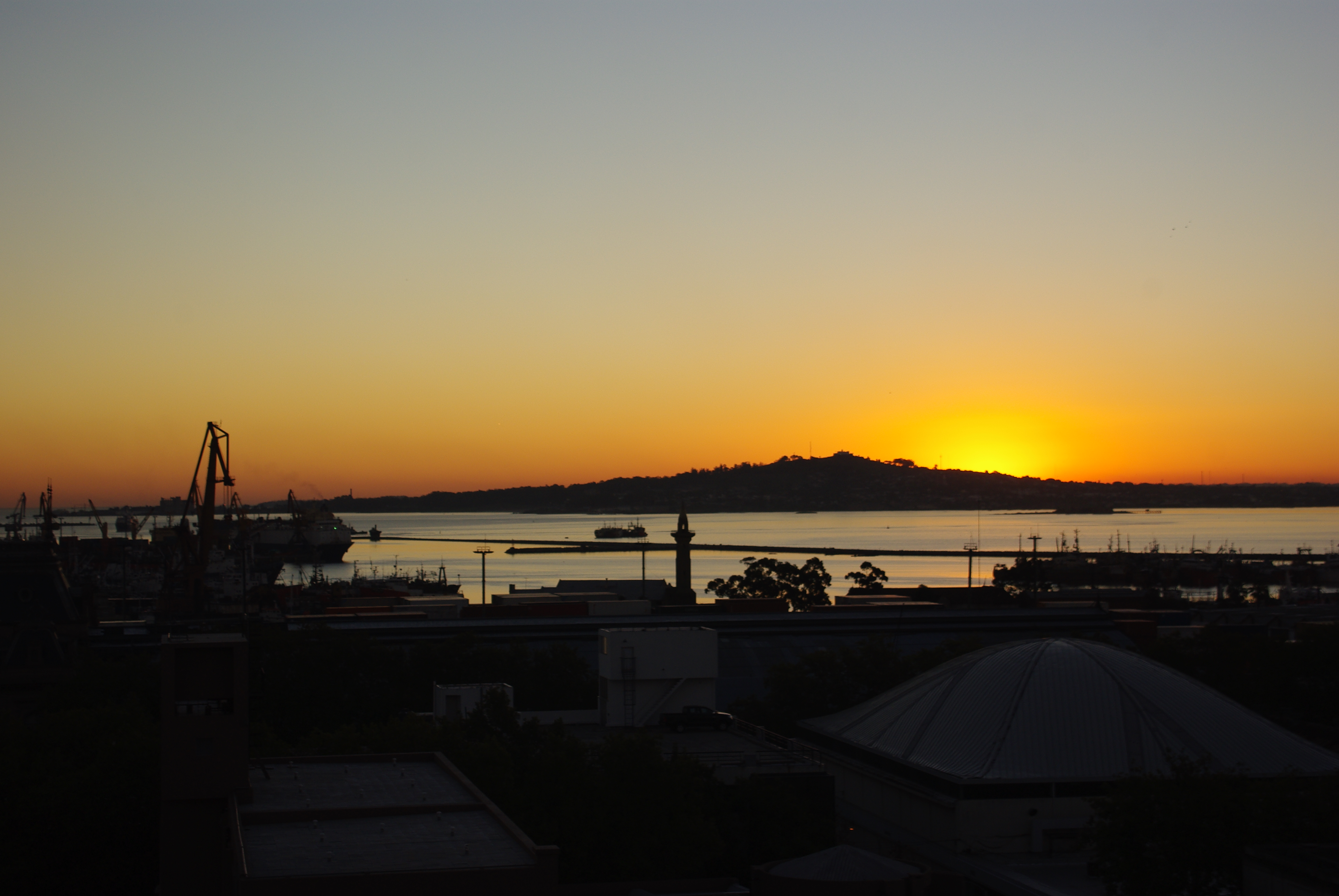
Le Cerro de Montevideo, le phare et la baie.

Le «Cerro» explique à lui seul l'origine du nom de la ville qui s'est développée à sa base mais il est sujet à plusieurs interprétations.
Selon la version communément admise, la ville doit son nom aux marins originaires du Portugal. Quand ceux-ci remontaient le cours de l'estuaire depuis l'océan Atlantique, ils reconnaissaient le site grâce à un mât qu'ils avaient établi  sur le sommet du cerro lors de sa première identification. Ainsi, chaque fois qu'ils le voyaient, ils criaient  selon leur habitude monte vidi eu. L'expression faisant assonance a donné le nom de Montevideo.
Par la suite, la zone de la baie commença à  être connue comme Montevideo et fut occupée régulièrement à partir de 1726, date de la fondation de la ville. Bruno Mauricio de Zabala, le gouverneur de Buenos Aires, fortifia le site pour contenir l'avancée portugaise sur le río de la Plata.
Une autre version très plausible est avancée sur l'origine du toponyme. Les colons espagnols auraient baptisé le lieu « Monte VI De Este a Oeste » (soit « Le sixième mont d'est en ouest ») au cours de relevés cartographiques le long de l'estuaire du Rio de la Plata depuis l'océan Atlantique jusqu'au sixième cerro permettant d'identifier le site de l'actuelle Montevideo.
Le nom original complet est San Felipe y Santiago de Montevideo et Montevideo est devenue la capitale de l'Uruguay depuis 1828.

## Le site portuaire de la baie de Montevideo

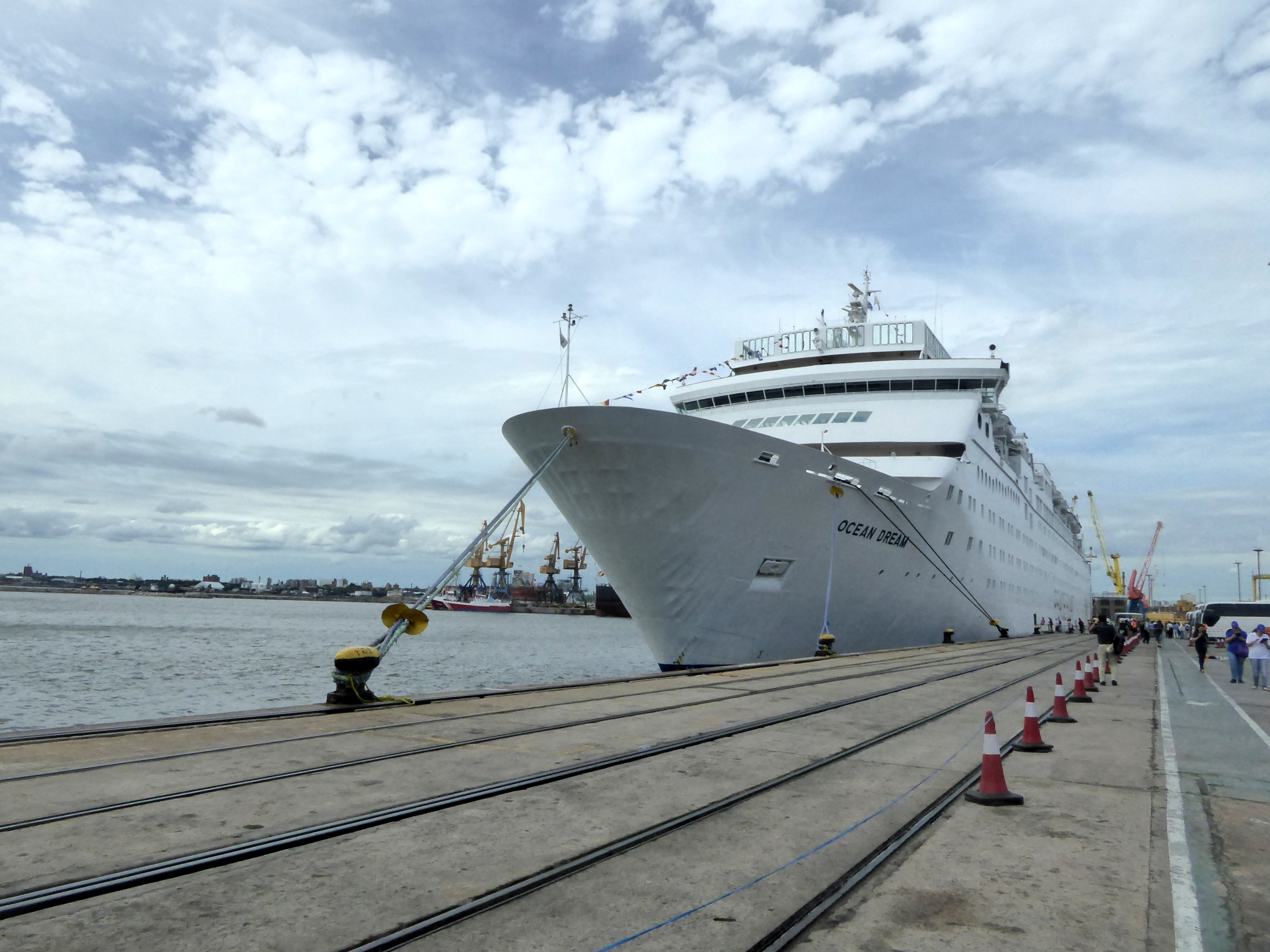
Le port de Montevideo est un des principaux sites portuaires de l'Amérique du Sud.

La baie de Montevideo est dominée par l'importance considérable de son port maritime, un des plus dynamiques en Amérique du Sud et un des principaux ports de transit commercial du Mercosur.
Le port de Montevideo est à l'origine de l'expansion de la capitale de l'Uruguay grâce à la fois à l'excellence de son site maritime et aux conditions géographiques qui en font un lieu très sûr d'accès pour la navigation. Aujourd'hui, il  génère un important trafic de passagers et de marchandises. La Rambla Baltasar Brum est intégrée  aux accès qui mènent au réseau des routes nationales et qui a permis de développer pour le port de Montevideo un hinterland dépassant largement les limites du pays, notamment vers le Brésil, le Paraguay et le nord de l'Argentine.

## Le site balnéaire  de  la  baie de  Montevideo

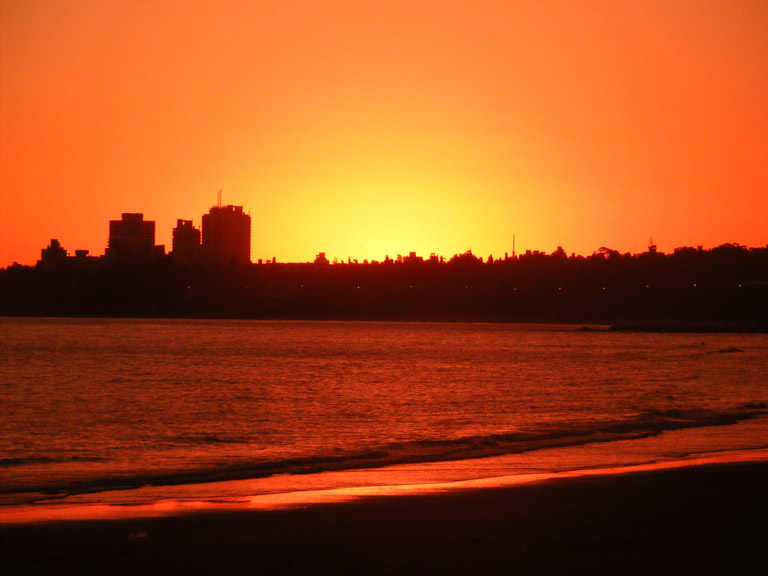
Coucher de coucher à la Playa Malvín, une des nombreuses plages de la baie de Montevideo.

La baie de Montevideo est aussi longée par de nombreuses plages de part et d'autre du site portuaire. Celles-ci affirment une vocation balnéaire à la capitale. Elles prolongent le plus à l'est le long chapelet des stations balnéaires de la  Costa de Oro de l'Uruguay.
Parmi les plages les plus renommées ou fréquentées de Montevideo, six sont proches du centre.
Les plages (en espagnol : Playas) Honda, De los Ingleses, Verde et La Mulata sont enclavées dans un quartier (en espagnol : barrio) qui se caractérise par l'architecture de style résidentiel du barrio Punta Gorda.
Les plages Malvín et Brava sont réputées pour être des plages familiales aux sables blancs.
Les autres plages de la capitale sont également très fréquentées.
La Playa Buceo est une plage au fond d'une petite anse.
La Playa Ramírez fut une des plages préférées dans les premières décennies du XXè siècle.
Playa de los Pocitos
Playas de Carrasco y Miramar
Punta Espinillo, La Colorada, Pajas Blancas
Zabala, Punta Yeguas, Santa Catalina y del Nacional

## Liens connexes
- Géographie de l'Uruguay
- Montevideo
- Cerro de Montevideo
- Fortaleza del Cerro
- Río de la Plata
- Costa de Oro